# Mobile VoIP
Mobilní VoIP nebo zkráceně mVoIP je rozšíření technologie Voice over Internet Protocol (VoIP). Existuje několik metod, podle kterých lze zapojit mobilní telefon do VoIP. Jedna je jako standardní SIP klient, který využívá datovou síť pro přenos RTP hlasových paketů a SIP signalizace. Tato metoda využívá mobilní síť pouze jako přenos dat a je potřeba vysoká rychlost přenosu. Další metodou je první část[kdo?] přenos přes mobilní síť operátora a následně operátor „pošle“ hovor dál přes VoIP. Mobilní VoIP vyžaduje kompromis mezi mobilitou a cenou. Pokud jej použijete pro připojení WIFI, je většinou zdarma (kavárny, knihovny, ...), ale pokrytí signálem je pouze v malém okruhu vysílače. Pokud využijete se k přenosu dat služeb mobilních operátorů, je velké pokrytí, ale za tuto službu se operátorovi platí, buď paušálně nebo za přenesená data. Mobilní VoIP začal mít velký potenciál s příchodem tzv. chytrých telefonů (smartphone).